# Candide
Candide er en satirisk roman fra 1759 af François Voltaire.
Den naive og godtroende Candide (=Optimisme) er blevet oplært af filosoffen Pangloss om hvorledes verden er det bedste sted af alle.
Candide får sin optimistiske livsholdning revideret gennem forfærdelige hændelser: mord, inkvisition, kannibalisme, syfilis og jordskælv.
Det religiøse aspekt i romanen udsættes for stærk ironi og sarkasme. Gennem romanen udvikler Candide sig fra et naivt ungt væsen, for til sidst at have forstået hele verdens sammenhæng. Han lærer at verden er menneskeskabt, og det er derfor mennesket selv som med sin fornuft skal løse verdens problemer. Dette resulterer også i at Candide bortkaster sin optimistiske og barnlige filosofi om verden som et utopia.